# Панояш-ди-Сима
Панояш-ди-Сима (порт. Panóias de Cima)  —  район (фрегезия) в Португалии,  входит в округ Гуарда. Является составной частью муниципалитета  Гуарда. По старому административному делению входил в провинцию Бейра-Алта. Входит в экономико-статистический  субрегион Бейра-Интериор-Норте, который входит в Центральный регион. Население составляет 573 человека на 2001 год. Занимает площадь 12,65 км².